# Sperafico (Familie)
Sperafico ist der Familienname einer Familie brasilianischer Rennfahrer aus Toledo. Insgesamt zehn Rennfahrer der Familie traten zu Rennen an. Zu internationaler Berühmtheit gelangten vier Rennfahrer der Familie.
Die beiden Zwillinge Ricardo und Rodrigo Sperafico (* 1979) waren die erfolgreichsten Piloten der Familie. Ricardo fuhr von 2001 bis 2003 in der internationalen Formel-3000-Meisterschaft. Er gewann drei Rennen und erzielte 2003 mit dem Gewinn der Vizemeisterschaft den größten Erfolg der Familie. Sein Zwillingsbruder Rodrigo fuhr 2001 und 2002 ebenso in der internationalen Formel-3000-Meisterschaft und gewann ein Rennen. Ihr Cousin Alexandre Sperafico (* 1974) schaffte es ebenfalls in die internationale Formel-3000-Meisterschaft, konnte aber weder in dieser Serie, noch in der Champ-Car-Serie, in der er anschließend an einigen Rennen teilnahm, auf sich aufmerksam machen. Ein weiteres prominentes Mitglied der Familie war Rafael Sperafico (1981–2007), ein weiterer Cousin von Ricardo und Rodrigo Sperafico. Er schaffte allerdings nie den Sprung in die internationale Formel-3000-Meisterschaft und fuhr 2003 in der Euro Formel 3000. 2007 verunglückt er bei einem Rennen der Light-Klasse der Stock Car Brasil in Interlagos tödlich.